# A Párt Acélja Kohászati Kombinát
A Párt Acélja Kohászati Kombinát (albán Kombinati Metalurgjik “Çeliku i Partisë”) a pártállami Albánia monumentális nehézipari beruházása, az ország legnagyobb kohászati létesítménye volt, amely 1978-tól 1991-ig 10-12 ezer embernek munkát adva végezte a termelést Elbasan délnyugati határában.

## Története
A kohászati létesítmény tervezése még a harmadik ötéves tervidőszakban (1961–1965), szovjet támogatással kezdődött meg, és a megvalósítás első elemeként ekkor állították munkába a rubiki rézérc elektrolitikus kohósítására alkalmas üzemegységet. A két ország kapcsolatának megromlása miatt a beruházás megtorpant, majd kínai anyagi és szakmai segítséggel az ötödik ötéves tervidőszakban, 1971-ben vette ismét kezdetét. Bár eredetileg 1975-re tervezték a nehézipari komplexum átadását, az első acél ünnepélyes kiöntésére csak 1976 áprilisában került sor a pártfőtitkár, Enver Hoxha jelenlétében. Noha az eredeti szándék szerint a létesítmény neve Enver Hoxha Kohászati Kombinát lett volna, végül a pártvezetés „A Párt Acélja” (Çeliku i Partisë) megnevezés mellett döntött. Az 1976. áprilisi acélöntés azonban ünnepélyes aktus volt csupán, a termelés valójában 1978-ban, Enver Hoxha hetvenedik születésnapján indult be, jóllehet, a tervezett huszonkilencből csak öt üzemegységgel. A beruházás meggyorsította az elbasani vasút ügyét is: a Durrës–Elbasan vasútvonalat 14 ezer önkéntes munkájával 1974 márciusára Prrenjas bányavárosáig építették tovább. A fierzai duzzasztógát és vízierőmű 1978-as üzembe állítását követően elkészült a Fierza–Burrel–Elbasan közötti 220 kilovoltos távvezeték is.
1980-ban főként hengerelt acélt állítottak elő Elbasanban hatvan különböző formában és méretben, évente 800 ezer tonna acélkapacitással. Az 1980-as évek elején egy újabb nagyolvasztóval és egy folyamatos öntőművel bővítették a létesítményt, és megkezdték acélcsövek, acéllemezek (finom- és kazánlemezek), szerszámacél és rozsdamentes acél gyártását, később pedig beindult az acéldrótok és -kábelek gyártása is. Az acél mellett vasat és ferronikkelt egyaránt előállítottak, a kombinát kapacitására jellemző adat, hogy az ásványkincsekben bővelkedő Albánia számos bányája látta el nyersanyaggal vagy dúsított érccel (Pogradec, Pishkash, Prrenjas, Pogradec, Bitincka, Kukës stb.). Huszonkilenc üzemegységre tervezett kapacitását ugyan soha nem érte el, de a mintegy 300 hektáron elterülő kohászati kombinát 10-12 ezer embernek adott munkát,  belső üzemi vasútvonalainak hossza pedig elérte a 40 kilométert.
A rendszerváltást követően, 1991-ben A Párt Acélja Kohászati Kombinát termelése drámaian visszaesett, majd be is zárt. Elbasannak a magas munkanélküliség mellett a kombinát által okozott környezeti terheléssel, szennyezéssel is meg kellett küzdenie.